# 스구로촌
스구로촌(勝呂村)은 사이타마현 이루마군에 존재했던 촌이다. 
촌 이름의 유래는 헤이안 시대부터 이 부근에 '가쓰로향'이 있었다는 데서 유래한다. 

## 지리
- 현재 사카토시의 북동부에 위치하며, 촌의 북쪽 경계에서 동쪽 경계까지 오시베강이 흐르고, 마을 중앙부에는 이모리강, 다니치강이 흐른다. 오시베가와와 이모리가와 사이의 저지대에는 밭이 펼쳐져 있고, 마을의 남서쪽은 주로 밭작물 재배지이다.
- 에도 시대 당시에는 가와고에 고다마 왕도(川越児玉往還(川越道)의 길목에 있던 곳이기도 하며, 촌내에는 이시이주쿠, 쓰카고에주쿠의 두 숙소가 있었다.

## 역사
- 1889년 4월 1일 - 정촌제 시행에 의해 이루마군 스구로촌이 성립하였다
- 1954년 7월 1일 - 사카도 정,  미요시노 촌, 잇사이 촌, 오야 촌과 합병해 새로운 사카도정이 성립하여, 스구로촌은 소멸하였다.